# Takuma Arano
Takuma Arano (荒野 拓馬 Arano Takuma?, Hokkaido, 20 de abril de 1993) es un futbolista japonés que juega como centrocampista en el Hokkaido Consadole Sapporo de la J2 League.

## Trayectoria

### Clubes
| Club                       | País  | Año   |
| -------------------------- | ----- | ----- |
| Hokkaido Consadole Sapporo | Japón | 2010- |